# Alfie le petit loup-garou
Pour plus de détails, voir Fiche technique et Distribution.
Alfie le petit loup-garou (Dolfje Weerwolfje) est un film néerlandais réalisé par Joram Lürsen, sorti en 2011. Adapter de la série de livres Alfie the Werewolf de Paul van Loon.

## Synopsis
Alfie, un petit garçon adopté âgé 6 ans, est solitaire et timide. Il compte pour seul compagnon Timmie, son frère adoptif. Lors de la nuit de son septième anniversaire, Alfie se transforme en loup-garou et craint que ses parents adoptifs le rejettent. Grâce à son pouvoir, il compte se venger de Nico, son principal bourreau, mais aussi se renseigner sur ses vrais parents. C'est alors qu'il rencontre son grand-père qui est aussi un loup-garou.

## Fiche technique
- Titre original : Dolfje Weerwolfje
- Titré international : Alfie the Werewolf
- Titre français : Alfie le petit loup-garou
- Réalisation : Joram Lürsen
- Scénario : Paul van Loon et Tamara Bos, basé sur la série de livres Alfie the Werewolf de Paul van Loon
- Musique : Fons Merkies
- Photographie : Lex Brand
- Montage : Peter Alderlisten
- Production : BosBros et Ruud van der Heyde
- Société de production : Benelux Film Distributors
- Société de distribution : Benelux Film Distributors
- Budget : 3 500 000 d'euros
- Pays de production : Pays-Bas
- Langue originale : Néerlandais
- Format : couleur
- Genre : Comédie, fantastique
- Durée : 95 minutes
- Dates de sortie : 30 novembre 2011

## Distribution
- Ole Kroes : Alfie (Dolfje)
- Maas Bronkhuyzen : Mr. Vriends
- Remko Vrijdag : Timmie Vriends
- Kim van Kooten : Mrs. Vriends
- Joop Keesmaat : le grand-père d'Alfie
- Trudy Labij : Mevrouw Krijtjes
- Nick Geest : Nico Pochmans
- Barbara Pouwels : la mère Pochmans
- Pim Muda : Meester Frans
- Lupa Ranti : Noura
- Bianca Krijgsman : Juf Jannie
- Ottelien Boeschoten : Tante Wies

## Autour du film

### Diffusion en France
Le film est diffusé la première fois le jeudi 26 décembre 2013 sur Gulli. Il était censé repasser mardi 31 décembre 2013 après-midi, mais fut remplacé par Jack et le Haricot magique. Il y eut une rediffusion le mardi 21 janvier 2014, puis une autre le mercredi 29 janvier 2014 après-midi, et enfin une nouvelle rediffusion le jeudi 21 août 2014 à 20 h 45.